# Asplenium viviparioides
Asplenium viviparioides är en svartbräkenväxtart som beskrevs av Oskar Kuhn. Asplenium viviparioides ingår i släktet Asplenium och familjen Aspleniaceae. Inga underarter finns listade.